# 枝野幸男
枝野幸男（日语：／ Edano Yukio */?，1964年5月31日—）是日本政治人物，現任日本眾議員（當選9屆）。日本東北大学法学部毕业。律師出身，曾任立憲民主黨代表（黨魁）、內閣府特命擔當大臣（行政刷新擔當）、民主黨幹事長、民主黨政策調査會長、內閣官房長官兼內閣府特命擔當大臣（沖繩及北方對策擔當）、經濟產業大臣等職。

## 個人簡歷
枝野出身於栃木縣宇都宮市一個普通的受薪階級家庭。祖父以日本「憲政之神」尾崎行雄為其命名，原本打算使用以平假名書寫的，後來改為漢字書寫但讀音相同、而且「筆畫數會帶來好運」的「幸男」來命名。受到自己名字由來的影響，因而思考立下從政的志願。1982年考入東北大學法學部，同級生中有後來成為日本參議員的森雅子。1988年通過司法考試，之後成為律師。1993年代表日本新黨參選日本眾議員，於埼玉縣第5選區（舊制）當選，至此踏入政壇。
2011年1月14日，枝野就任內閣官房長官，以46歲7個月的年齡成為史上第二年輕的內閣官房長官。兩個月後，東日本大震災發生，枝野因擔任內閣官房長官而需代表日本政府發言、向媒體簡報救災狀況，曾連續105小時未曾闔眼，但仍能條理分明地進行發言工作，因此有日本網友於3月14日在Twitter上寫「今晚8點半，我們大家一起懇請枝野先生去睡一覺吧」。
2015年1月19日，枝野應新當選的民主黨代表岡田克也邀請，出任民主黨幹事長。2016年，民主黨改組為民進黨，枝野續任為首任幹事長。
2017年10月2日，在民進黨決定於將到來的第48屆日本眾議院議員總選舉與希望之黨合作的背景下，枝野宣布脫離民進黨成立立憲民主黨並擔任代表，他表示成立新政黨的主要原因是與希望之黨理念及政策方向不同；立憲民主黨之後在該場選舉拿下55席，成為最大的在野黨。
至2020年9月，立憲民主黨與國民民主黨合併，黨名沿用前者為「立憲民主黨」，枝野則續任為首任代表。
由於2021年日本眾議院選舉，立憲民主黨減少13個席位，且其結合國民民主黨、日本共產黨、令和新選組及社會民主黨等5黨所共組的「在野共鬥」表現不佳，為此枝野宣佈辞去立憲民主黨代表，而結盟成員之一的國民民主黨亦宣佈退出在野共鬥。

## 外部鏈結
- 枝野幸男個人官方網站 （页面存档备份，存于） （日語）
- 枝野幸男的X（前Twitter） （日語）
- 枝野幸男的Facebook專頁 （日語）